# 雷牙镇
雷牙镇，是中华人民共和国陕西省渭南市白水县下辖的一个乡镇级行政单位。
2013年，陕西省民政厅批复同意撤销雷牙乡，设立雷牙镇。

## 行政区划
雷牙镇下辖以下地区：
北乾村、雷牙村、大洼底村、西方城村、东方城村、卓子村、耀显村、许家村、沟南村、先进村、厚义村、南纪庄村、北井头村、范家卓村、上徐村、下徐村、小卓村、邱木村、南张村、富卓村、洼底村、刘家卓村、李家卓村、尧头村和南井头村。